# 의령 안희제 생가
의령 안희제 생가(宜寧 安熙濟 生家)는 대한민국 경상남도 의령군 부림면에 있는, 한국의 독립 운동가 백산(白山) 안희제의 생가이다. 1993년 1월 8일 경상남도의 문화재자료 193호로 지정되었다.
생가는 안채와 사랑채 2동으로 되어있다. 안채는 앞면 6칸·옆면 2칸 규모로 지붕은 옆면에서 볼 때 팔작지붕이다. 왼쪽에서부터 마루·방·대청·방·부엌 순으로 배치되어 있다. 사랑채는 앞면 4칸 규모의 초가로 안채와 바짝 붙어 있다.
두 건물은 모두 동쪽을 향하고 있고, 남쪽으로 마루를 1칸씩 구성하고 있어 특이하다. 또한 다양한 기능을 가진 방이 필요함에도 별도의 건물을 두는 것이 아닌, 한 건물 내에서 해결하는 조선시대 후기의 주택 특징이 잘 나타나 있다.
생가 서쪽편 뒷산에는 안희제가 학문을 닦았던 고산재가 있다.